# 天主教萬卡韋利卡教區
天主教萬卡韋利卡教區（拉丁語：Dioecesis Huancavelicensis）是秘魯一個羅馬天主教教區，屬阿亞庫喬總教區。
教區成立於1944年12月18日，位於萬卡韋利卡大區。2006年有教友408,690人（佔轄區總人口90.3%）、廿五個堂區、四十七名司鐸。現任教區主教為伊西德羅·巴里奧·巴里奧。